# Plocaederus glabricollis
Plocaederus glabricollis är en skalbaggsart som först beskrevs av Bates 1870.  Plocaederus glabricollis ingår i släktet Plocaederus och familjen långhorningar. Inga underarter finns listade i Catalogue of Life.